# Слуцкий поход (1161)
Поход на Слуцк Ростислава киевского и его союзников (1161) — одно из столкновений после успешной борьбы Ростислава за Киев в ходе передела волостей.

## История
Обстоятельства занятия Владимиром Мстиславичем Слуцка, относящегося к Туровскому княжеству, неясны, однако известно о неудачной попытке Изяслава Давыдовича отнять Туров и Пинск у Юрия Ярославича в пользу Владимира Мстиславича (1157). Тогда на стороне Изяслава сражались галичане, волынцы и смоляне, но после разрыва Изяслава с Ярославом галицким он вынужден был полагаться в основном на помощь половцев и своих племянников с левобережья Днепра.
В 1161 году Изяслав Давыдович погиб, Ольговичи целовали крест новому киевскому князю Ростиславу Мстиславичу. Тогда Ростислав Мстиславич организовал поход в помощь своему союзнику Юрию туровскому с целью вернуть ему Слуцк. Владимир Мстиславич не смог противостоять таким силам, отдал Слуцк и получил от Ростислава Треполь. Но одновременно Ростислав вернул Мстиславу Изяславичу волынскому Торческ и Белгород, а за Треполь дал Канев, заложив основу раздельного владения Киевом и Киевской землёй.